# 파탈룽

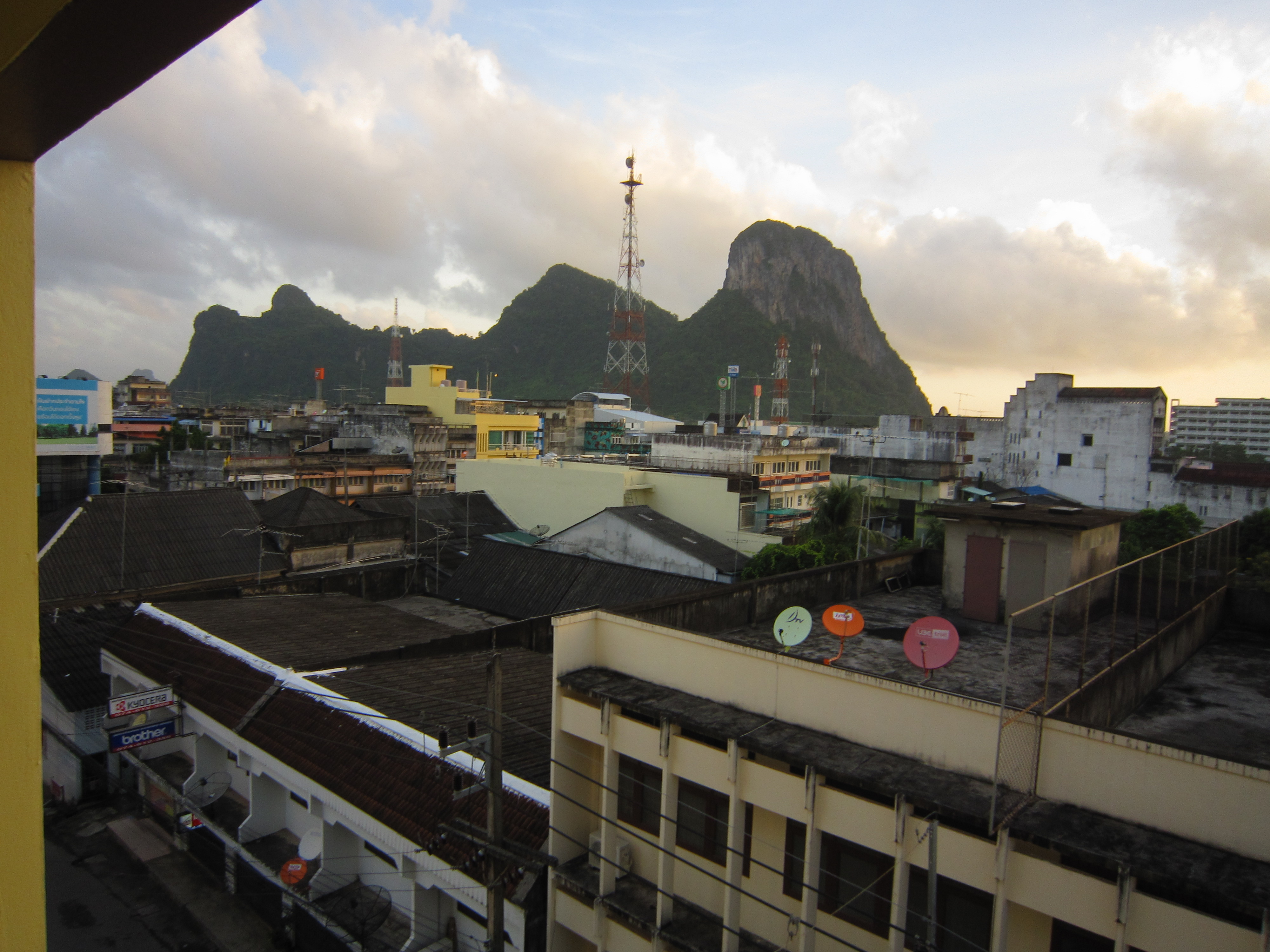

파탈룽(태국어: พัทลุง)은 태국 남부의 읍(테사반 므앙)이자 파탈룽 주의 주도이다. 읍 전체는 므앙파탈룽 군에 속한다. 인구는 2005년 기준으로 38,576명이다.